# James Lawrence
Ne doit pas être confondu avec James Lawrence (1992-), joueur de football gallois.
Pour les articles homonymes, voir Lawrence.
James Lawrence, né le 1er octobre 1781 à Burlington et mort le 4 juin 1813, est un officier de la marine américaine.

## Biographie
Pendant la guerre anglo-américaine de 1812, il commande notamment l'USS Chesapeake dans une attaque contre le HMS Shannon commandée par Philip Broke.
Il est surtout connu pour ses derniers mots « Don't give up the ship! » (« N'abandonnez pas le navire ! ») qui est devenu un cri de bataille populaire, et qui a incité Oliver Hazard Perry à arborer un drapeau pour commémorer la mort de James Lawrence.
Il est décoré de la Médaille d'or du Congrès et a reçu les Thanks of Congress.
De nombreuses villes ou comtés sont nommés d'après James Lawrence dont Lawrence (Indiana), Lawrenceburg (Tennessee) et le comté de Lawrence (Alabama). Plusieurs navires sont également nommés USS Lawrence.

Drapeau d'Oliver Hazard Perry reprenant les derniers mots de James Lawrence.
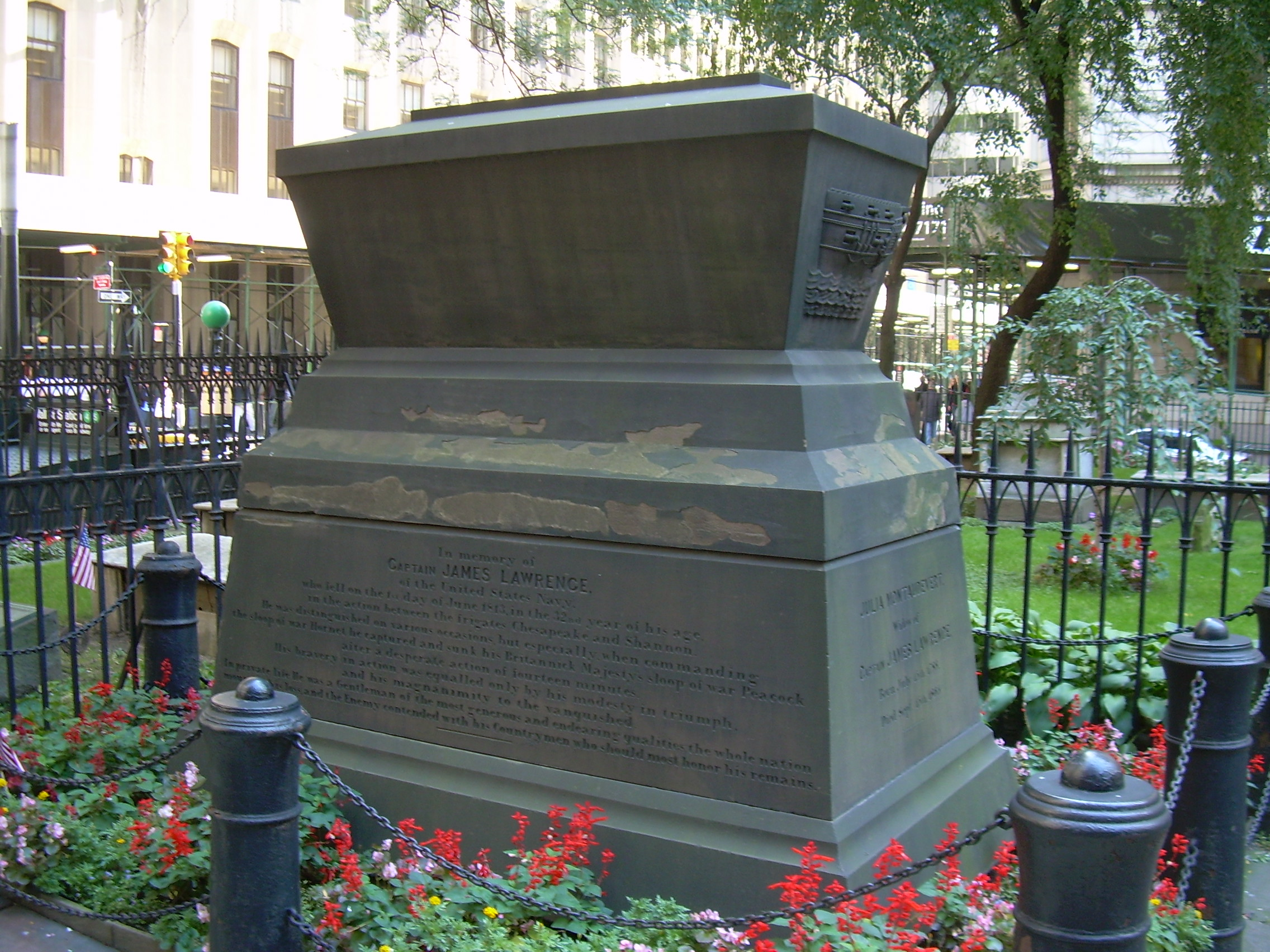
Tombe de James Lawrence au Trinity Church Cemetery.
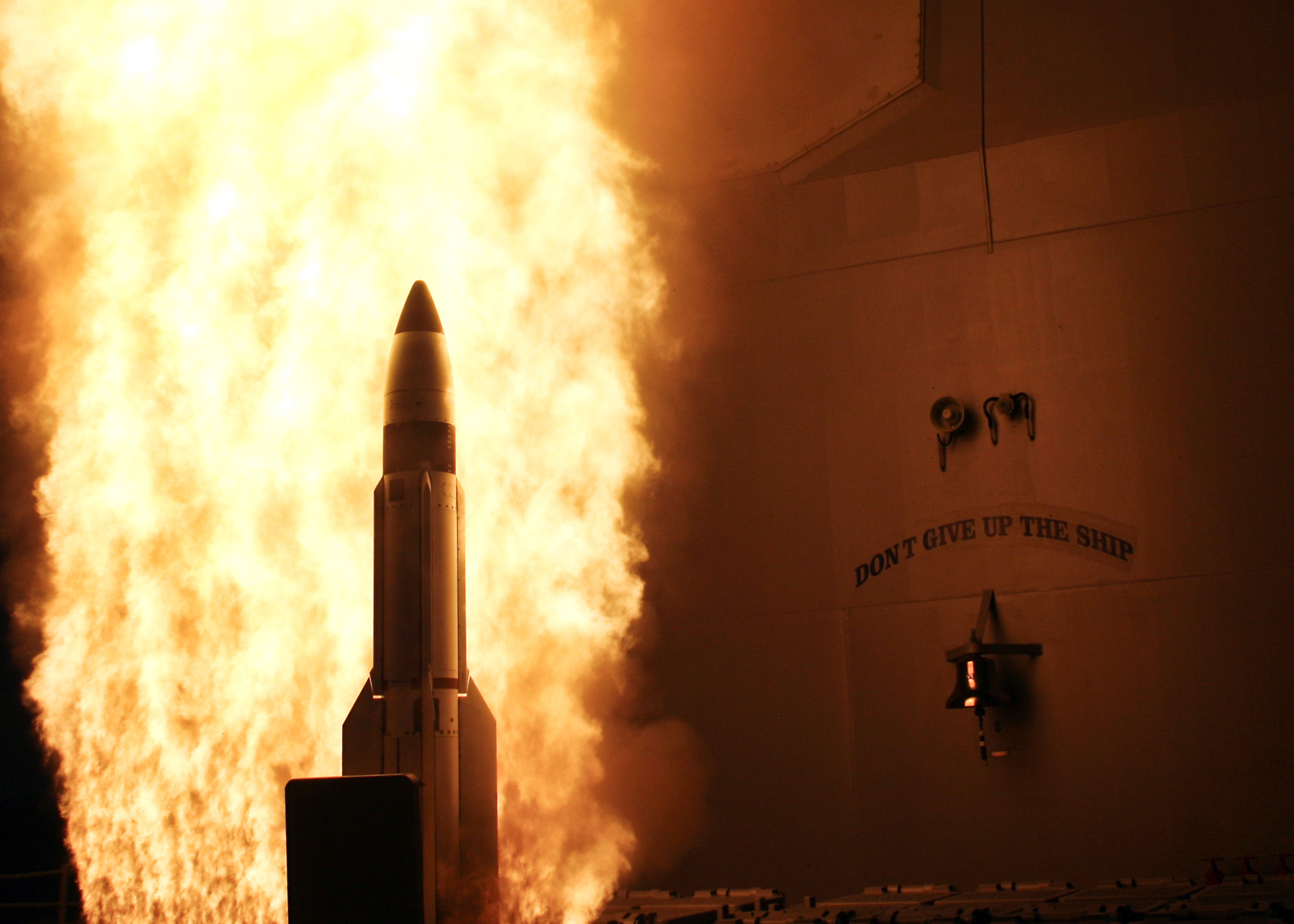
Devise du USS Lake Erie reprenant les derniers mots de James Lawrence.